# 鄭文傑 (律師)
鄭文傑（英語：Matthias Chang）是馬來西亞華裔律師，曾擔任過首相马哈迪·莫哈末的政治秘書。

## 生平
鄭文傑曾擔任過首相马哈迪·莫哈末的政治秘書。他還是吉隆坡戰爭罪行委員會的成員（該委員會由马哈迪在2007年成立）。
2010年3月25日，吉隆坡高等法院法官Noor Azian Shaari判決鄭文傑犯有藐視法庭罪。鄭文傑拒絕繳付2萬令吉的罰款，選擇入獄服刑一個月。在進入加影監獄服刑後，鄭文傑自4月1日起發動絕食抗議，直到絕食第九天，在马哈迪勸說下才結束絕食。
2015年，作為巫統前峇都交灣區部副主席凱魯丁（Khairuddin Abu Hassan）的律師，鄭文傑陪同凱魯丁到不同國家舉報首相纳吉·阿都拉萨的一个马来西亚发展有限公司丑闻。10月8日，鄭文傑前往警局探望被捕的凱魯丁時，被警方援引2012年國家安全罪行（特別措施）法令（SOSMA）逮捕。10月12日，凱魯丁和鄭文傑被控於2015年6月28日至8月26日间，涉嫌在5个地点企圖破坏国家的银行及金融服务。10月12日，前首相马哈迪、巫統署理主席慕尤丁、巫統副主席沙菲益、前馬華公會總會長林良实、翁詩傑等人開記者會批評政府濫用國安令，呼籲釋放凱魯丁和鄭文傑。2015年11月18日，高庭裁决，凱魯丁和鄭文傑面对的控状，不属2012年国家安全罪行法令范畴之内，因此兩人可保释外出。2017年5月12日，地庭宣判，凱魯丁和鄭文傑獲無罪釋放，但兩人仍被禁止離開馬來西亞。